# のン姉ちゃん・200W
『のン姉ちゃん・200W』（のンねえちゃん 200ワット）は、日本テレビ系列で1985年4月13日 - 7月27日に放送されたテレビドラマ。

## 内容
松木ひろし書き下ろしのロマンチックコメディー。好きな仕事をとるか、家業を継ぐかの岐路に立たされたヒロインと、その周辺の人々の姿を軽快なタッチで描く。

## キャスト
- 秋葉紀子：大原麗子
長女、38歳。雑誌「W」と契約している独身のカメラマン。祭りと酒が好き。喧嘩もするが、お人好しな一面もある。
- 秋葉清美：石野真子
次女、24歳。我慢強く世話好きで周りからも愛されるタイプ。高校卒業後は食堂「富士見軒」を手伝っている。
- 秋葉昌士：美木良介
27歳、紀子の弟。紀子からは「マー坊」と呼ばれている。母親っ子で、その母が亡くなって以来グレ気味ではあるが、根は優しい性格。特技はトランペット。
- 秋葉梢：大沢逸美
三女、17歳、高校3年生。学校ではサッカー部のチアリーダー。
- 綿引京介：野口五郎
29歳、トラック運転手。紀子へは初対面以来アプローチを続けている。下品で口が悪く豪快で楽天家な所があるが、一方でさっぱりした性格でもある。
- 岩井英三：伊武雅刀
36歳、富士見軒のチーフコック。素朴だが職人気質な面もある。妻が浮気して家出して以来、娘・麻美と二人暮らし。
- 柳沢修吉：前田吟
41歳、理髪店経営。
- 柳沢信好：河西健司
- 権藤金作：鈴木ヒロミツ
- 村井芳子：三浦真弓
- 剛：小林健一
- 岩井麻美：八束愛
8歳、英三の娘。
- カレン水島：マリアン
- 柳沢幸代：寺田路恵
- 忠彦：嶋大輔
- 小田切順子：岡本麗
- 片山：佐渡稔
W誌の写真部員。
- 鈴木正幸
- 佐藤恵利
- 富江：佐々木すみ江
56歳、紀子の叔母。
- 秋葉太一郎：高松英郎
55歳、紀子達の父。
- 小山仁海：左とん平
和尚。
- 大野彰：柴俊夫
37歳、W誌副編集長兼コーディネーター。登山、射撃など多趣味。紀子に好意を寄せている。
- 滝沢照子：篠ひろ子
37歳。W誌の編集長で紀子とも親友の関係。頭が良く外国語も堪能、絵画や音楽も得意。離婚歴がある。

（出典：）

## スタッフ
- 脚本：松木ひろし、金子裕、鹿水晶子、関根俊夫
- 主題歌：「サイレンスがいっぱい｣（作詞：康珍化・作曲・編曲：林哲司 歌：杉山清貴&オメガトライブ）
- 挿入歌：「別れのエチュード」（作詞：荒木とよひさ・作曲：芹澤廣明・編曲：若草恵 歌：野口五郎）
- 演出：石橋冠、細野英延、雨宮望
- 制作：日本テレビ、ザ・ワークス

## サブタイトル
| 話数 | 放送日        | サブタイトル                                   | 脚本       | 演出     |
| ---- | ------------- | ---------------------------------------------- | ---------- | -------- |
| 1    | 1985年4月13日 | それは結婚式の日に                             | 松木ひろし | 石橋冠   |
| 2    | 4月20日       | 通夜と、河岸と、借金と                         | 松木ひろし | 石橋冠   |
| 3    | 4月27日       | あんた、誰の弟?                                | 松木ひろし | 石橋冠   |
| 4    | 5月4日        | フォーカスしちゃった                           | 松木ひろし | 石橋冠   |
| 5    | 5月11日       | 卵焼きの青春                                   | 金子裕     | 細野英延 |
| 6    | 5月18日       | ハートでシャッター                             | 松木ひろし | 石橋冠   |
| 7    | 5月25日       | 修学旅行こそチャンスだ!                        | 鹿水晶子   | 細野英延 |
| 8    | 6月1日        | ラブホテルに行こうよ                           | 松木ひろし | 細野英延 |
| 9    | 6月8日        | 彼は私の御指名よ                               | 松木ひろし | 雨宮望   |
| 10   | 6月15日       | 嫁にいけない30女                               | 関根俊夫   | 細野英延 |
| 11   | 6月22日       | 今少女に何が起ったか                           | 松木ひろし | 石橋冠   |
| 12   | 6月29日       | 子育ても終り、35才過ぎの女にいい働き口があるか | 松木ひろし | 雨宮望   |
| 13   | 7月6日        | 別離                                           | 松木ひろし | 細野英延 |
| 14   | 7月13日       | 少女がとりもつ男と女の仲                       | 関根俊夫   | 石橋冠   |
| 15   | 7月20日       | きー姉ちゃんの出産                             | 松木ひろし | 石橋冠   |
| 16   | 7月27日       | サイレンスがいっぱい、人間って可愛い           | 松木ひろし | 石橋冠   |